# Климент IV
Климент IV (лат. Clemens PP. IV, в миру — Ги Фулькуа Ле Гро, фр. Gui Fulques (Gui Fulquois, Guy le Gros); 23 ноября между 1190 и 1200, Сен-Жиль дю Гар (Лангедок) — 29 ноября 1268, Витербо) — папа римский с 5 февраля 1265 года по 29 ноября 1268 года.

## На службе
Французский военный, юрист и королевский секретарь. Происходил из французского дворянского рода и родился в Сен-Жиль-дю-Гар в Лангедоке. Был рыцарем и участвовал в военных походах, но потом стал юристом, был советником французского короля Людовика IX Святого. После смерти жены Ги Фулькуа решил стать священником. В 1256 году стал епископом Ле-Пюи, в 1259 году архиепископом Нарбонны и канцлером Франции, а в декабре 1261 года — кардиналом-епископом Сабины, в 1262 — великим пенитенциарием.
В 1265 году должен был по поручению Урбана IV отправиться в Англию. Ги Фулькуа находился во Франции, когда узнал, что после долгих споров папой выбрали его. После уговоров он переехал в Перуджу, где 22 февраля 1265 года короновался под именем Климент IV. Смог проникнуть в Рим только переодевшись монахом, так как король Сицилии Манфред Гогенштауфен загородил все проходы, желая захватить в свои руки нового папу. Климент немедленно подтвердил решение своего предшественника отдать Неаполь и Сицилию фактическому правителю графства Прованс Карлу Анжуйскому и отлучил от церкви Конрадина, явившегося в Италию после смерти Манфреда.

## Правление
В этот период Святой Престол находился в конфликте с королём Сицилии Манфредом Штауфеном, бастардом и наследником императора Священной Римской империи Фридриха II, которого папские сторонники, так называемые гвельфы, называли «узурпатором Неаполя». Папа Климент IV, который был во Франции во время своего избрания, был вынужден въехать в Италию инкогнито.
Понтифик подтвердил волю предшественника в отношении владений Штауфенов. Папский легат Симон от его имени подтвердил договор и заменил обязанность крестового похода походом на Сицилийское королевство. Ради этого Климент IV ввёл по всей Европе дополнительные церковные налоги.
В 1265 году граф Прованса Карл I Анжуйский был провозглашен сенатором Рима, а 6 января 1266 года в соборе святого Петра пятью кардиналами от имени Климента IV был коронован королём Сицилии.

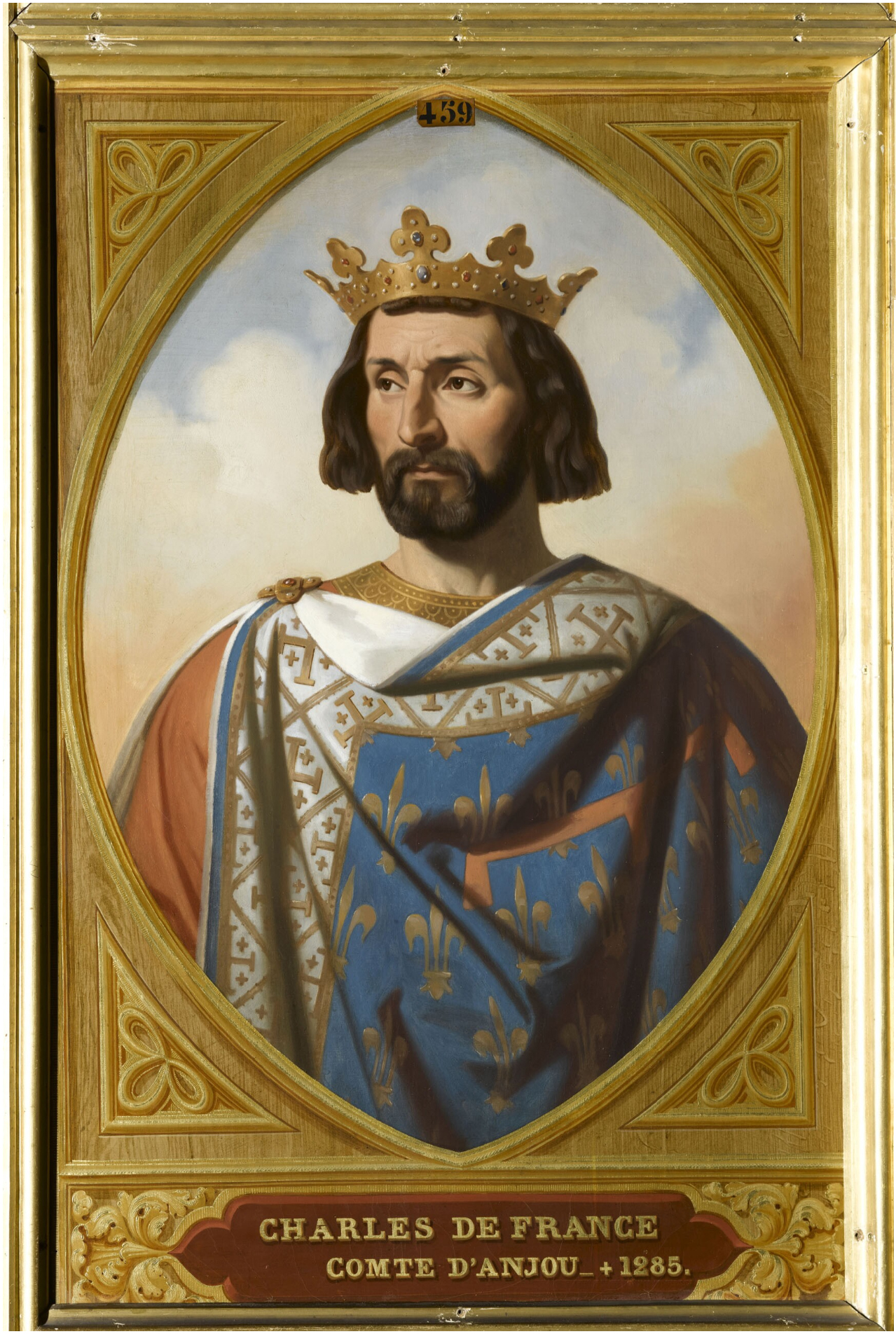
Граф Прованса Карл I Анжуйский

26 февраля 1266 г. Карл Анжуйский разбил в сражении под Беневенто войска Манфреда Гогенштауфена и стал полновластным правителем новых земель. Климент IV ожидал, что Карл поможет ему утвердится в Риме, но тот в соответствии с договором отказался от звания сенатора и не спешил на помощь к папе. Народ Рима избрал двух сенаторов (Конрада Бертрами Мональдески из Орвието и Луку Савелли из Рима), которые потребовали вернуть купечеству те деньги, которые папа одалживал для борьбы с Манфредом. Климент IV, обозвав сенаторов разбойниками, отказался платить.
В 1267 году в Риме произошел переворот, поставивший во главе города совет из 26 человек, самым важных из которых был гибеллин Анджело Капоччи. Папе пришлось его признать. Анджело Капоччи пригласил в Рим Энрике, сына Фердинанда III Святого - короля Кастилии и Леона, где он был избран сенатором. Тот, стремясь расширить свою власть и на Кампанию, начал проводить политику, вызывавшую протесты у Климента IV. Энрико пошел на союз с герцогом Швабии Конрадином Штауфеном, за что был отлучён Климентом IV.
В 1265 году Климент IV возобновил запрет Талмуда, провозглашённый Григорием IX. В 1268 году он канонизировал Ядвигу Силезскую.
В феврале 1265 года понтифик Климент призвал Фому Аквинского в Рим, чтобы служить папским богословом. С приходом Фомы Аквинского начала формироваться система философского и богословского образования в Италии.

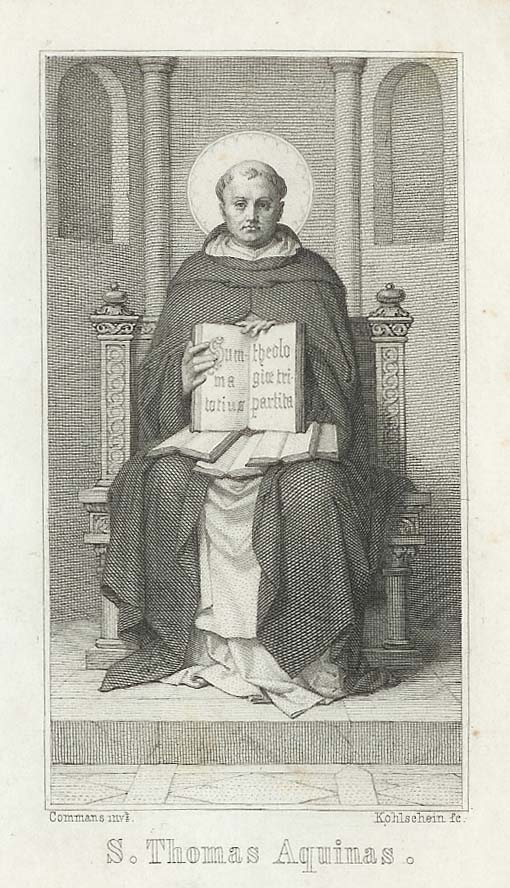
Учитель церкви Фома Аквинский

## Дипломатические отношения с монголами. Смерть
В 1267—1268 годах понтифик Климент вступил в переписку с правителем Иранского ильханата Абака-ханом - представителем династии Хулагуидов. Последний предложил франко-монгольский союз.
Папа Климент приветствовал предложение монгольского ильхана Персии и проинформировал его о предстоящем крестовом походе. В 1267 году папа Климент IV и король Арагона Хайме I Завоеватель отправили Хайме Аларика де Перпиньяна в качестве посла к Абаке. 

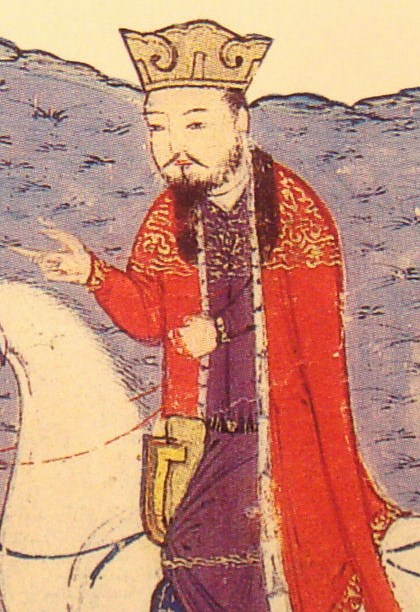
Правитель Иранского государства Хулагуидов Абака-хан

В своём письме 1267 года из города Витербо папа написал:
Короли Франции и Наварры, принимая близко к сердцу ситуацию на Святой земле, готовят себя, чтобы напасть на врагов Креста. Вы написали нам, что вы хотели бы присоединиться к тестю (греческому императору Михаилу VIII Палеологу), чтобы помочь латинянам. Мы хвалим вас за это, но мы не можем сказать вам, тем не менее, по какой дороге правители планируют последовать. Мы будем передавать им ваши советы и будем информировать ваше великолепие о своих шагах

Из письма папы Климента IV Абаке, 1267.
Хотя последователи Климента продолжали поддерживать дипломатические контакты с монголами, настоящий союз так и не был никогда заключён.
Король Иерусалима Конрадин Гогенштауфен попытался при военной поддержке маркграфа Бадена Фридриха I Церингена завладеть королевским престолом Сицилии, который некогда принадлежал его династии, однако он проиграл битву при Тальякоццо против графа Прованса Карла I Анжуйского и попал в плен. Конрадин был казнён в Неаполе 29 октября 1268 года, что потрясло всю Европу. Через месяц, 29 ноября того же года, умер сам Климент IV. Он был похоронен в доминиканском монастыре Санта-Мария-ин-Гради, недалеко от Витербо, где он проживал в течение своего понтификата. 
В 1885 году его останки были перенесены в церковь Сан-Франческо-алла-Рокка в Витербо.
После смерти Климента IV в связи с непримиримыми разногласиями среди кардиналов папский престол оставался вакантным в течение почти трёх лет.

## Единственный кардинал
Кардинал, возведённый Папой римским Климентом IV — единственный клирик был возведён в сан кардинала на одной Консистории за почти четырёхлетний понтификат Климента IV, этой консисторией была Консистория 1265 или 1268 года.

### Консистория от 1265 или 1268 года
- Бернар Эглие, O.S.B., аббат Монтекассино (титулярные церковь или диакония не известны) (Папская область). Некоторые исследователи ставят под сомнение факт возведения Эглие[7].